# Poraqueiba paraensis
Poraqueiba paraensis, conhecido popularmente como umari (do tupi antigo umari), é uma árvore pertencente à família das icacináceas.

## Descrição
Possui frutos comestíveis. Sua madeira é leve e pardo-avermelhada, própria para ser usada na marcenaria e como lenha.